# 曹银娣
曹银娣（1939年8月—），出生于中国上海市，越剧女演员，擅长小生，一级演员。1959年，进入上海越剧院。在1962年越剧电影《红楼梦》中饰演琪官。代表作有《红楼梦》(饰演贾宝玉)、《孟丽君》(饰演皇甫少华)、《假婿乘龙》(饰演薛玫庭)等。她在1965年电影《舞台姐妹》中饰演邢月红。